# New York State Route 7
New York State Route 7 is een oost-west state highway in de Amerikaanse staat New York met een totale lengte van 290 km.
De weg voert vanaf de Pennsylvania Route 29 in het zuidwesten naar de staat Pennsylvania - ze begint even ten zuiden van de stad Binghamton - naar de Vermont Route 9 ten oosten van de stad Bennington, waar de weg dus overgaat in een genummerde rijksweg van de staat Vermont. Het grootste deel van de weg loopt langs de Susquehanna-vallei, kilometers lang nauw parallel met de Interstate 88 over de lengte van die snelweg. De route biedt voorts aansluiting op de Interstate 86 nabij Binghamton en verder ook op de Interstate 87 nabij de stad Latham.
Delen van de route in de omgeving van de steden Binghamton, Schenectady en Troy dateren reeds uit het begin van de 19e eeuw.